# Pershing Square Building
El Pershing Square Building, también conocido como 125 Park Avenue o 100 East 42nd Street, es un edificio de oficinas de 25 pisos en Midtown Manhattan en Nueva York. Está ubicado en el lado este de Park Avenue entre las calles 41 y 42, frente a Grand Central Terminal al norte y adyacente a 110 East 42nd Street al este.
El Pershing Square Building fue diseñado en el estilo neorrománico por John Sloan y T. Markoe Robertson de la firma Sloan & Robertson, en colaboración con York y Sawyer. Fue erigido dentro de Terminal City, una serie de edificios ubicados sobre las vías subterráneas que rodean Grand Central, y hace uso de los derechos aéreos inmobiliarios sobre las vías. El edificio está ubicado directamente encima de la estación Grand Central – 42nd Street del metro de Nueva York.
El Pershing Square Building, así como 110 East 42nd Street, se construyeron en el sitio del Grand Union Hotel. La construcción comenzó en 1921 y se completó en 1923. La propiedad del Pershing Square Building pasó a varias empresas; el último cambio de este tipo se produjo en 2010, cuando SL Green Realty compró el edificio. Se convirtió en un hito designado de Nueva York en 2016.

## Diseño

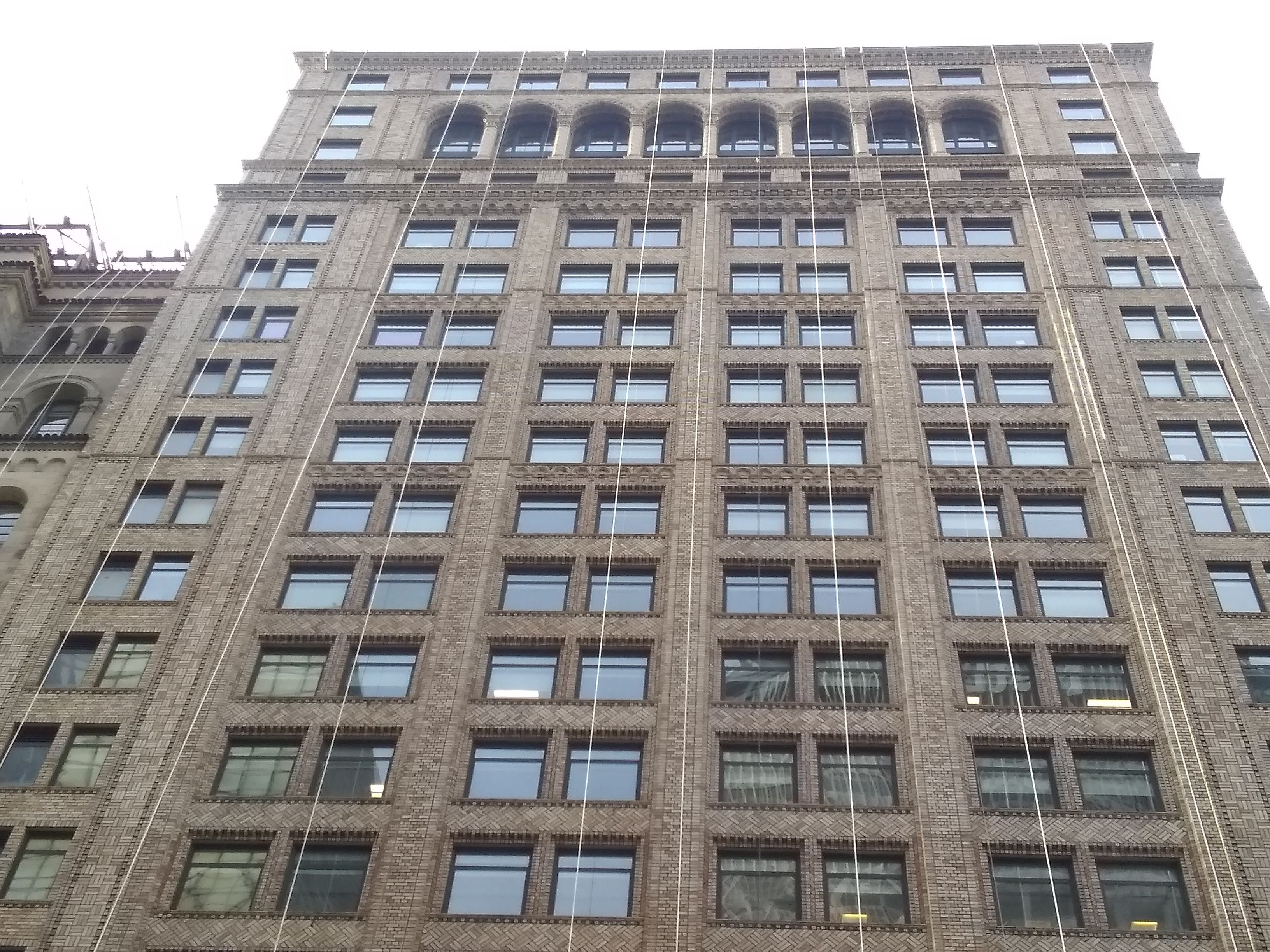
Visto desde la calle 42

El edificio fue diseñado en estilo neorrománico por las firmas Sloan & Robertson y York & Sawyer. El diseño comparte muchos elementos con 110 East 42nd Street directamente al este, que también fue diseñado por York & Sawyer.

### Forma
El plano de John Sloan para el Pershing Square Building requería una torre en forma de U sobre una base rectangular de cinco pisos, utilizada en muchos otros rascacielos de Nueva York erigidos antes de la Ley de Zonificación de 1916. Encima habría una sección intermedia de 14 pisos, con un patio de luces empotrado en el octavo piso, seguido de una sección superior de cinco pisos y dos pisos de ático empotrados. Los planos originales requerían tiendas y restaurantes en el primer piso y el sótano.
El diseño se cambió más tarde para adaptarse al vecino 110 East 42nd Street. La estructura se eleva desde una base cuadrada de 7 pisos con arcos decorativos de 3 pisos de altura en los tres pisos más bajos. La torre sobre el séptimo piso continúa en una configuración en forma de U hasta el piso superior. El segundo piso tendría 9,1 m altura y se utilizaría como piso bancario. Los 20 pisos superiores se utilizarían como pisos de oficinas. El muro entre el Pershing Square Building y 110 East 42nd estaba hecho de baldosas huecas, ya que un muro de ladrillos habría sido demasiado pesado para los cimientos y habría requerido la eliminación de los cinco o seis pisos superiores de ambos edificios.
Sloan también tuvo que diseñar los pisos superiores para cumplir con las condiciones que la BSA había establecido a cambio de permitir la variación de zonificación del Pershing Square Building. Por ejemplo, dado que la cornisa no podía sobresalir más de 30,5 cm desde la línea del lote del edificio, el diseño incorporó voladizos en la parte superior de la fachada y un ático de dos pisos sobre el piso 23. 
El ático del piso 24 está ubicado a unos 2,1 m detrás del límite del edificio y en general consta de un piso con techo a cuatro aguas. También hay penthouses con techo a dos aguas en el piso 25 en las calles 41 y 42. Los áticos, con sus techos de tejas rojas, parecían "una villa en la cima de una colina", como lo describió el arquitecto Charles Downing Lay.

### Fachada
La fachada está revestida de ladrillo beige, con una decoración elaborada diseñada por Sloan y producida por Atlantic Terra Cotta Company. Tiene un color similar al de 110 East 42nd Street, con revestimiento de piedra arenisca de Ohio de color gris tostado, así como arcos, franjas verticales y diseño de cornisa similares. La mezcla de Sloan de detalles románicos y renacentistas lombardos en el Pershing Square Building contrastaba con el uso casi exclusivo de detalles románicos italianos en la fachada de 110 East 42nd. El Pershing Square Building fue descrito como uno de los "primeros rascacielos en los que se utilizó revestimiento de ladrillo con fines decorativos", y el uso de material sin precedentes llevó al Departamento de Edificios de Nueva York a publicar un informe especial sobre la fachada.
Las baldosas de terracota decoradas fueron fabricadas por Atlantic Terra Cotta, que utilizó pequeñas piezas para proporcionar una similitud con el revestimiento de ladrillo. Atlantic Terra Cotta raspó las piezas de terracota antes de quemarlas para que parecieran una superficie rugosa. Los colores de las baldosas fueron caracterizados por el diario de Atlantic Terra Cotta como "un gris suave con destellos de fuego marrón dorado". La mancha de color estaba destinada a "matizar las variaciones marcadas en un juego de color suavemente armonioso".
Gran parte de la ornamentación se encuentra en la base, particularmente alrededor del banco del segundo piso. Esta incluye columnas cuyos capiteles representan delfines, escudos y águilas. Una de las figuras en el nivel del quinto piso representa a un caduceo romano o comisionado de paz. Sostiene un caduceo en una mano como emblema del cargo y, en la otra, una cornucopia para sugerir los beneficios de una posible paz.

### Entrada del metro
La estación Grand Central – 42nd Street del metro de Nueva York está debajo de la esquina noroeste del Pershing Square Building. Dentro del edificio, dos escaleras conducen desde Park Avenue hasta la estación de metro.

## Historia

### Sitio
La finalización de la Grand Central Terminal subterránea en 1913 dio como resultado el rápido desarrollo de Terminal City, el área alrededor de Grand Central, así como un aumento correspondiente en los precios de las propiedades inmobiliarias. Entre estos se encontraban el New York Central Building en 47th Street y Park Avenue, así como el Grand Central Palace al otro lado de 42nd Street desde el actual Pershing Square Building. Para 1920, el área se había convertido en lo que The New York Times llamó "un gran centro cívico".
En 1913, los Contratos Duales fueron firmados por Interborough Rapid Transit Company (IRT) y Brooklyn-Manhattan Transit Corporation (BMT), dos compañías que operaban partes del actual Metro de Nueva York. Un conjunto de plataformas en Grand Central, que ahora sirve a la línea IRT Lexington Avenue (4), debía construirse en diagonal debajo de la obra como parte del acuerdo. En ese momento, el sitio debajo de la estación propuesta estaba ocupado por Grand Union Hotel, que fue condenado a través del dominio eminente en febrero de 1914. El proceso de expropiación del hotel costó 3,5 millones de dólares (unos 65 millones de dólares de 2019). Para pagar el costo de construcción de la estación, la Comisión de Servicios Públicos aprobó la construcción de un edificio de 25 pisos sobre la estación. En mayo de 1915, el sitio de construcción había sido excavado para la construcción del edificio. A pesar de la aprobación de la Resolución de Zonificación de 1916, que requería retranqueos arquitectónicos para proporcionar luz a las calles de abajo, los planos del edificio se ajustaban a los códigos de zonificación más antiguos, que no requerían contratiempos.
Aunque la estación de la calle 42 de la línea IRT Lexington Avenue se abrió en 1918, el sitio sobre la estación no se desarrolló según lo planeado. El sitio del edificio de 25 pisos, y la parte de Park Avenue inmediatamente adyacente a él, pasó a llamarse Pershing Square en 1919 en honor al general de la Primera Guerra Mundial John J. Pershing. El sitio se propuso entonces para su uso como una plaza abierta con un "Salón de la Victoria"en memoria de tres pisos, pero Fiorello H. La Guardia, presidente de la Junta de Concejales de la Ciudad de Nueva York se opuso a la idea de un salón de la victoria. La Comisión de Tránsito intentó vender el sitio de construcción en mayo de 1920 por 2,8 millones de dólares (unos 27,5 millones de dólares de 2019), pero nadie hizo una oferta. Luego, en julio de 1920, un consorcio de bienes raíces encabezado por el inversionista Henry Mandel ofreció 2,9 millones de dólares por el hotel (unos 28,5 millones de dólares de 2019), una propuesta que fue aceptada. Otros miembros de este consorcio incluyeron al contador Samuel D. Leidesdorf.

### Planificación y construcción

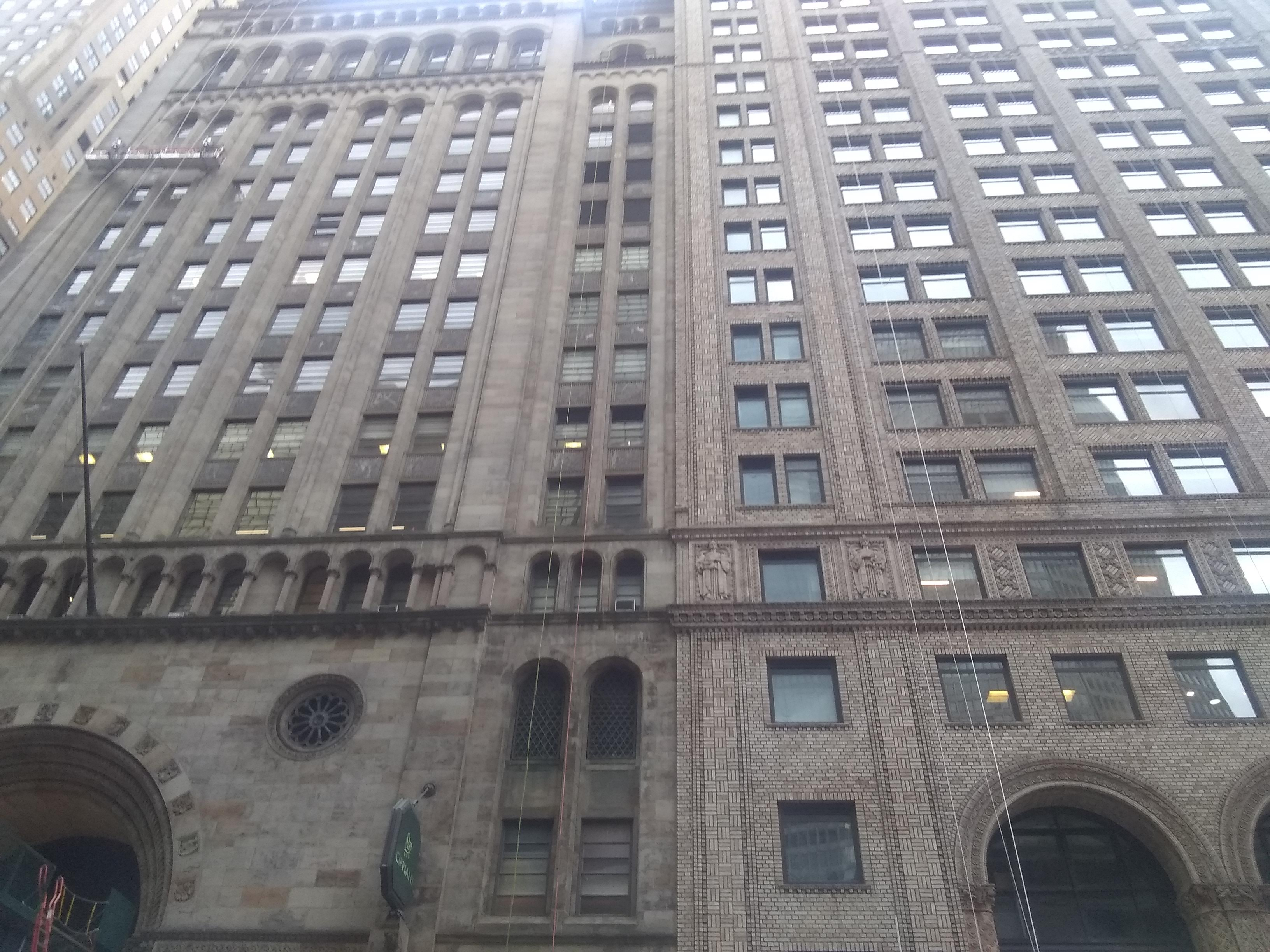
110 East 42nd Street (izquierda) y el Pershing Square Building (derecha) comparten lo que se creía que era una pared medianera

En septiembre de 1920, Mandel había creado Pershing Square Building Corporation, de la que era accionista mayoritario. La corporación estaba dirigida por Leidesdorf. En enero de 1921, Pershing Square Building Corporation recibió el título del sitio, con condiciones que requerían una entrada al metro y una altura y un peso máximos del edificio. Mandel le dio al Bowery Savings Bank la mitad este del sitio del hotel, que se convertiría en un edificio de oficinas en 110 East 42nd Street. Según el acuerdo de compra entre el banco y la corporación, las estructuras debían contener estructuras entrelazadas, incluyendo lo que se creía que era la pared medianera más alta de la ciudad que separaba dos edificios.
Mandel contrató al arquitecto John Sloan para crear un diseño para un edificio, y Sloan había presentado los planos preliminares en mayo de 1921. Según los planes de Sloan, la estructura no contendría retranqueos, contraviniendo la Resolución de Zonificación de 1916. Aunque la Asociación de la Quinta Avenida presentó una queja ante la Junta de Estándares y Apelaciones de la ciudad (BSA) para hacer cumplir el código de zonificación, Sloan declaró que la inclusión de retranqueos sería estructuralmente insegura, costosa y una contravención del acuerdo existente. La BSA falló a favor de Pershing Square Building Corporation,  ya que se habían sentado las bases antes de que se aprobara la resolución de zonificación. Como tal, el Pershing Square Building fue el último edificio alto construido después de la Resolución de Zonificación de 1916 que no contenía retranqueos ni una plaza frontal.
La firma York and Sawyer fue designada como los nuevos arquitectos principales del edificio en septiembre de 1921, y Sloan recibió un pago de 10 000 dólares y un crédito arquitectónico a cambio de entregar sus dibujos a York y Sawyer (unos 115 000 dólares de 2019). Los arquitectos también estaban diseñando el 110 East 42nd Street adyacente. Al mes siguiente, se finalizaron los planes y la construcción era inminente. Ese mes, los oponentes apelaron la decisión de BSA ante la Corte de Apelaciones de Nueva York. En abril de 1922, SW Straus & Co. suscribió un préstamo hipotecario de 6 millones de dólares para el edificio (unos 71 millones de dólares de 2019). Para entonces, la excavación estaba casi terminada, y los primeros arrendatarios ya habían firmado para un espacio en el edificio. John York de York & Sawyer luego solicitó que Sloan permaneciera en el proyecto para diseñar los planes preliminares. Más tarde, Sloan demandó a York & Sawyer por la falta de pago de la compensación de este último, lo que resultó en el pago de una tarifa de arquitecto de 14,260 dólares a Sloan en 1928 (unos 170 000 dólares de 2019). Sloan se asociaría con Thomas Markoe Robertson en 1923, y además de codiseñar el Pershing Square Building, la pareja diseñaría el Pershing Square Building y varias otras estructuras de Nueva York, incluido el edificio Chanin y el Graybar Building en Grand Area Central.

### Historia posterior
Cuando se completó el Pershing Square Building en 1923, inmediatamente se hizo popular entre los inquilinos. En 1924 se agregó un entrepiso sobre el segundo piso, también diseñado por Sloan, cuando Pacific Bank alquiló un espacio en el edificio. Al año siguiente, en 1925, el operador de bienes raíces Louis Frankel presentó una demanda en la Corte Suprema de Nueva York contra Samuel Leidesdorf, alegando que se le habían negado las ganancias de la construcción del Pershing Square Building y buscaba tener todas las acciones en Pershing Square. Building Corporation transferido a él. Posteriormente, la Corte Suprema del Estado falló en contra de Frankel.
El edificio de Pershing Square pasó a llamarse Continental Can Building cuando la American Can Company arrendó un espacio en los pisos 24 y 25 en 1945. Este nombre se eliminó en 1970, y al año siguiente la finca de Leidesdorf vendió el Pershing Square Building a Prudential Financial. En 1977, Prudential vendió el edificio a un inversor anónimo de Alemania Occidental por 24 millones de dólares (unos 81 millones de dólares de 2019) al transferir la propiedad a Suttom NV, una empresa con sede en las Antillas Neerlandesas. Después de que Suttom NV vendió el edificio en 1994, pasó a través de numerosas propiedades, incluidas GE Capital (1994), 125 Park Avenue LLC (1997); Watch Holdings LLC, subsidiaria de GE Capital (1998); y Sri Six Operating Company (2004). La firma inmobiliaria Shorenstein Properties tenía una participación en Sri Six. SL Green, el propietario compró el edificio en 2010 a Shorenstein Properties.
El Pershing Square Building recibió varias renovaciones, especialmente en las décadas de 1990 y 2000. Se reemplazó la mampostería y las ventanas de los pisos superiores; se renovaron las fachadas a nivel del suelo en Park Avenue y 42nd Street; y el vestíbulo se renovó con una nueva entrada en la calle 42 en 2006–2008. El 22 de noviembre de 2016, el Pershing Square Building y otros diez edificios cercanos fueron designados monumentos históricos por la Comisión de Preservación de Monumentos Históricos de Nueva York.

## Inquilinos

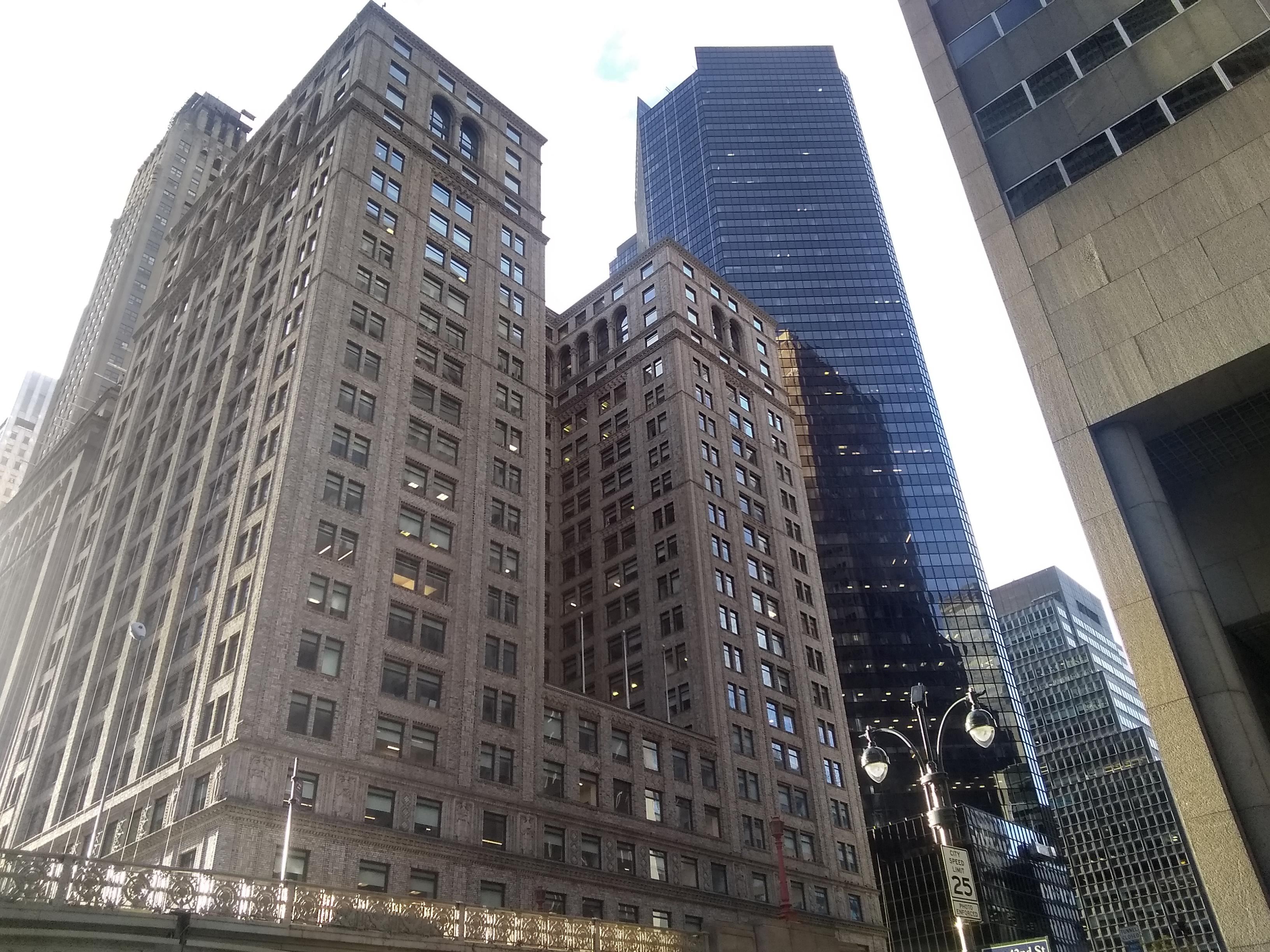
Vista de la calle 42 con Vanderbilt, fachada occidental

Un artículo del New-York Tribune en enero de 1923 declaró que, aunque el Pershing Square Building aún no estaba completo, su espacio estaba alquilado en un 60%. En ese momento, los arrendatarios incluían International Paper y Royal Baking Powder Company, así como las propias oficinas de York & Sawyer. El espacio bancario del segundo piso fue arrendado por Pacific Bank en 1924, y la compañía agregó un entrepiso sobre la sala existente. Abogados, agentes inmobiliarios y compañías de seguros e inversiones también ocuparon espacio en el edificio, al igual que los de la industria de la arquitectura y la construcción de edificios.
El Pershing Square Building sirvió como centro u oficinas para varias empresas de transporte en las industrias de autobuses y aviación. En 1929, el ferrocarril de Baltimore y Ohio comenzó a utilizar el Pershing Square Building como una de sus salas de espera para los autobuses interurbanos, después de que cerrara su anterior terminal en la estación de Pensilvania. Además de American Airlines, otras aerolíneas como Trans-Canada Air Lines y Northwest Airlines también alquilaron espacio en el edificio. Manhattan Air Terminal, Inc. abrió una oficina de boletos de avión en el entresuelo de la sala bancaria en 1972, vendiendo boletos para vuelos en varias aerolíneas.
Hubo numerosos inquilinos durante varias décadas. Estos incluyeron Pacific Bank, que ocupó el segundo y segundo piso del entresuelo a partir de 1924; American Maize Products Company, que se mudó al edificio en 1929; la empresa del anunciante William Esty, que alquiló todo el piso 23 en 1930; y las oficinas ejecutivas de American Airlines, que alquiló cuatro pisos en 1943. De 1945 a 1970, el edificio recibió el nombre de American Can Company, que ocupó los pisos 24 y 25.
La empresa de electrónica Philips comenzó a ocupar un espacio en la década de 1950 y aún conservaba su presencia en el edificio en 2016. Pandora Media y Robert Half International se encontraban entre las otras empresas relativamente recientes que ocuparon espacio en el edificio, mientras que MCS Business Solutions, subsidiaria de Canon USA, trasladó su sede a 125 Park Avenue en 1998. La empresa de muebles Haworth se mudó en 2007, ocupando el antiguo piso bancario y la oficina de boletos de avión en el segundo piso y entrepiso.

## Recepción crítica
La fachada revestida de ladrillos del Pershing Square Building no tenía precedentes en el momento de su construcción, El arquitecto Robert A. M. Stern, en su libro New York 1930, calificó el uso de ornamentación de ladrillos en la fachada de ladrillos del Pershing Square Building como "cada vez más importante". a medida que el movimiento arquitectónico neolombarda creció en Nueva York en años posteriores.
Las revisiones posteriores fueron más críticas; En 2013, la Junta de Bienes Raíces de Nueva York publicó un informe en el que afirmaba que el diseño del Pershing Square Building "estaba pasado de moda incluso antes de que estuviera terminado". La revista Real Estate Weekly dijo en julio de 2016, antes de la designación histórica del edificio en noviembre, que "El edificio está notablemente ausente de la Guía AIA para la ciudad de Nueva York ", una guía de estructuras arquitectónicamente significativas en Nueva York.